# Бушвакеры (реслинг)
«Бушва́керы» (англ. The Bushwhackers) — команда в рестлинге, выступавшая сначала как «Новозеландские киви» (англ. New Zealand Kiwis), а затем как «Пастухи» (англ. The Sheepherders) в течение своей 36-летней карьеры в качестве команды. Они выступали в World Wrestling Federation (WWF), Jim Crockett Promotions, а также в независимых территориальных рестлинг-промоушнах. В состав «Бушвакеров» входили Бутч Миллер (1944—2023) и Люк Уильямс (род. 1947), а в состав «Пастухов» иногда входили Джонатан Бойд и Рип Морган.
В начале 1980-х Миллер решил, что хочет переехать поближе к дому, чтобы быть с семьей, и вернулся в Австралию и Новую Зеландию, чтобы заниматься рестлингом там. Уильямс остался в США, реформировав команду вместе с «Лордом» Джонатаном Бойдом. Дуэт Уильямса и Бойда быстро завоевал репутацию одной из самых агрессивных и жестких команд в рестлинге.
В 1988 году Миллер воссоединился с Уильямсом в WWF, команда «Бушвакеров» получила комедийный образ, который включал в себя облизывание (друг друга, фанатов и даже своих противников), а также использование марша, размахивая согнутыми руками.
Уильямс и Миллер были включены в Зал славы WWE в 2015 году и в Зал славы и музей рестлинга в 2020 году.